# Châtellenie de Niedersimmental
1449–1798
Entités précédentes :
- Juridiction de Weissenburg
- Juridiction d'Erlenbach im Simmental
- Seigneurie de Wimmis

Entités suivantes :
- District de Niedersimmental

Carte des bailliages bernois.

La châtellenie de Niedersimmental est une châtellenie bernoise équivalente à un bailliage. Elle est parfois appelée châtellenie du Bas-Simmental, châtellenie de Wimmis ou bailliage de Wimmis. Elle est créée en 1449.

## Histoire
La châtellenie est créée en 1449 à la suite de l'achat de Wimmis par Berne. Outre Wimmis, elle est composée des juridictions de Weissenburg et d'Erlenbach, acquises par Berne en 1439 déjà.
Reutigen dépend de la juridiction de Seftigen pour la haute-justice.

## Châtelains
Les châtelains sont les suivants :
- 1452-1456 : Peter Schopfer[1] ;
- 1533-1538 : Ambrosius Imhof[2] ;
- 1570 : Hans von Büren[3] ;